# Petra Dick-Walther
Petra Dick-Walther (* 16. Februar 1967 in Bad Dürkheim) ist eine deutsche Politikerin (FDP). Sie ist seit 2021 Staatssekretärin im Ministerium für Wirtschaft, Verkehr, Landwirtschaft und Weinbau Rheinland-Pfalz.

## Leben

### Ausbildung und Beruf
Dick-Walther ging nach der Fachhochschulreife zunächst einer Ausbildung als Steuerfachangestellte nach und schloss diese 1998 ab. Im Anschluss arbeitete sie von 1998 bis 2012 als Angestellte in einer Steuerkanzlei. Daneben war sie von 2010 bis 2012 zudem als kaufmännische Angestellte in einer Dachdeckerei tätig. Seit 2012 bzw. 2013 war sie Mitinhaberin und Geschäftsführerin einer familiengeführten Dachdeckerei mit circa 23 Mitarbeitern. Im Zuge ihrer Ernennung zur Staatssekretärin endete ihre Geschäftsführertätigkeit im Mai 2021.

### Politik
Petra Dick-Walther trat 1984 in die Freie Demokratische Partei (FDP) ein. Sie wurde 2004 Mitglied des Stadtrates Bad Dürkheim und 2019 zudem Mitglied des Kreistages Bad Dürkheim. Daneben hat sie in ihrer Partei diverse Positionen inne. So wurde sie 2005 Vorsitzende des FDP-Stadtverbandes Bad Dürkheim,  2015 Mitglied des FDP-Landesvorstandes, 2016 stellvertretende Vorsitzende des FDP-Bezirksverbandes und 2018 Vorsitzende des FDP-Kreisverbandes Bad Dürkheim.
Sie kandidierte  als Direktkandidatin im Wahlkreis Bad Dürkheim bei der Wahl zum 18. Landtag von Rheinland-Pfalz am 14. März 2021. Bei der Wahl unterlag sie jedoch dem CDU-Kandidaten Markus Wolf.
Zum 18. Mai 2021 wurde Dick-Walther unter Ministerin Daniela Schmitt (FDP) zur Staatssekretärin im Ministerium für Wirtschaft, Verkehr, Landwirtschaft und Weinbau Rheinland-Pfalz ernannt.

### Persönliches und Engagement
Sie ist mit Rudolf Walther verheiratet, hat eine Tochter und einen Sohn.
Des Weiteren wurde sie 2014 die Vorsitzende des Fördervereines Gradierbau e. V. Darüber hinaus wurde sie Mitglied des Vorstandes von OMEGA Freundes- und Förderkreis e. V. Bad Dürkheim sowie Mitglied des Familienfördervereines Bad Dürkheim e.V.